# Snow Trail
Snow Trail es una película en blanco y negro de 1947 japonesa dirigida por Senkichi Taniguchi. Fue la primera película para Toshirō Mifune, luego convirtiéndose en uno de los actores más famosos. 

## Reparto
| Actor               | Personaje                               |
| ------------------- | --------------------------------------- |
| Toshirō Mifune      | Ejima                                   |
| Takashi Shimura     | Nojiri                                  |
| Yoshio Kosugi       | Takasugi                                |
| Akitake Kono        | Honda                                   |
| Setsuko Wakayama    | Harubo                                  |
| Kokuten Kōdō        | Abuelo de Haruko                        |
| Taizo Fukami        | Jefe                                    |
| Eisaburo Sakauchi   | Detective A                             |
| Fumio Omachi        | Detective B                             |
| Nobumitsu Mochizuki | Detective C                             |
| Kenzo Asada         | Reportera del periódico                 |
| Fusataro Ishijima   | Dueño del agua caliente para ciervos    |
| Haruko Toyama       | Criada del agua caliente para ciervos A |
| Chizuru Okamura     | Criada del agua caliente para ciervos B |
| Mina Ishida         | Estudiante A                            |
| Toshio Kasai        | Estudiante B                            |